# Joseph Allen Baker
Pour les articles homonymes, voir Baker.
Joseph Allen Baker (10 avril 1852 - 3 juillet 1918) est un ingénieur britannique né au Canada, spécialisé dans les machines pour les industries de la confiserie et de la boulangerie et plus tard dans les systèmes de transport. Il est également un homme politique du Parti libéral à Londres.

## Famille et éducation
Joseph Allen Baker est né à Maple Ridge Farm à Trenton, en Ontario, le fils de Joseph Baker, un ingénieur. La famille Baker est quaker de religion. Baker fait ses études à Trenton High School. En 1878, il épouse Elizabeth Moscrip de Morebattle, Kelso, Roxburghshire. Ils ont trois fils et quatre filles.

## Carrière
Baker suit les traces de son père et entre dans l'entreprise familiale d'ingénierie. Il quitte le Canada pour Londres en 1878 et fonde avec ses frères une entreprise, Baker & Sons, dont il deviendra président à la mort de son père, en 1892. En 1879, ils créent une entreprise dans le borough londonien d'Islington. L’entreprise prospère et déménage en 1890 dans le borough londonien de Brent, où elle restera 43 ans. 
En tant que quakers, la famille Baker essaye de gérer une entreprise modèle, s'intéressant au bien-être de sa main-d'œuvre et introduisant des programmes tels que des journées de travail plus courtes, des programmes de santé, des plans d'assurance, et en favorisant une attitude détendue à l'atelier. Ceci peut-être au détriment des bénéfices. La société a des intérêts en Grande-Bretagne, au Canada, en Australie et aux États-Unis.
Baker est étroitement lié aux tramways de Londres et à l'extension du réseau dans le quartier du London County Council. Il publie des rapports sur la traction du tramway et a recommandé le système de câblage électrique. Baker & Sons a également des liens avec l'industrie automobile et, vers 1902, la société tient une agence pour le constructeur automobile américain Stevens-Duryea. Ils construisent leurs propres camions pour les livraisons aux docks de Londres. Baker & Sons fusionne avec Perkins Engineers Ltd en 1919 pour former Baker Perkins Ltd (en).

## Politique
Baker représente Finsbury East au London County Council (LCC) en tant que progressiste, de 1895 à 1906. Il est président du comité des routes du LCC.
Aux élections générales de 1900, Baker se présente dans la circonscription d'East Finsbury pour le Parti libéral, mais ne peut battre le député unioniste en exercice, Henry Charles Richards.
Richards meurt en 1905 provoquant une élection partielle et Baker est choisi pour se présenter. Il remporte l'élection partielle, qui a lieu le 29 juin 1905, avec une majorité de 768 voix. Il conserve son siège à chaque élection générale suivante jusqu'à sa mort.

## Pacifisme et engagement religieux
En tant que quaker, Baker est attaché à la paix et à l'harmonie religieuse. Il initie et organise un échange de visites entre les représentants des Églises chrétiennes de Grande-Bretagne et d'Allemagne dans l'intérêt de la paix internationale et d'une amitié plus étroite. Il est président du comité exécutif du Conseil britannique des conseils associés des Églises des empires britannique et allemand pour la promotion des relations amicales (British Council of the Associated Councils of Churches in the British and German Empires for Fostering Friendly Relations) et président du comité exécutif du groupe britannique de l'Alliance mondiale des Églises pour la promotion de l'amitié internationale (World Alliance of Churches for Promoting International Friendship). Il est également président de l'Union des écoles pour adultes de Londres et un fervent partisan de la tempérance.

## Mort
Baker est décédé à l'hôpital de Westminster aux premières heures du 3 juillet 1918, à l'âge de 66 ans, des suites d'un malaise à la Chambre des communes deux jours auparavant. Son fils aîné, Allan R. Baker, lui succède à la présidence de Baker & Sons. Sa mort provoque une élection partielle à East Finsbury qui est remportée pour le Parti libéral par HEA Cotton, qui, comme Baker, est un ancien membre progressiste du LCC bien qu'il se soit présenté aux élections en tant que candidat du gouvernement.